# Verklärungskathedrale (Pereslawl-Salesski)

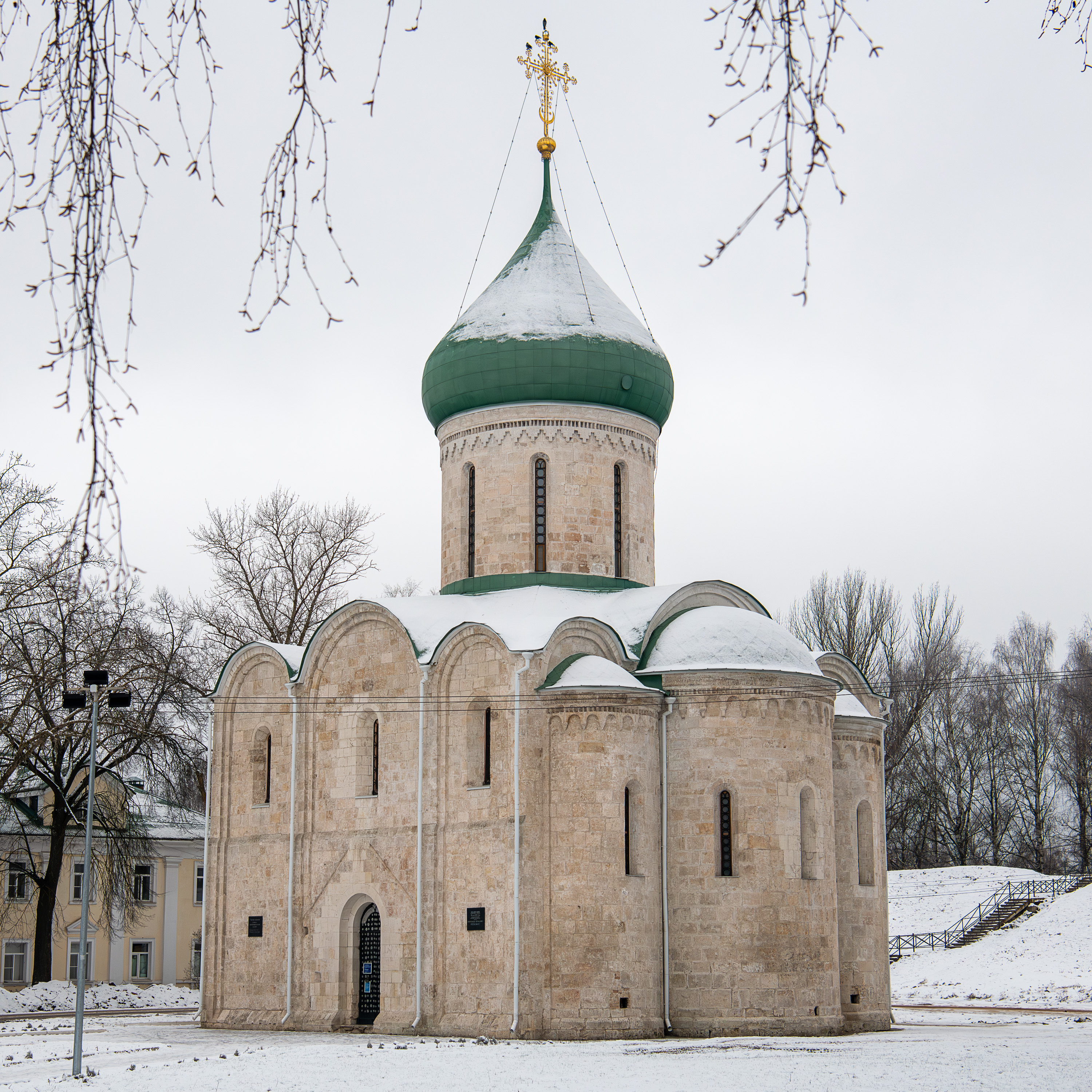
Verklärungskathedrale in Pereslawl-Salesski

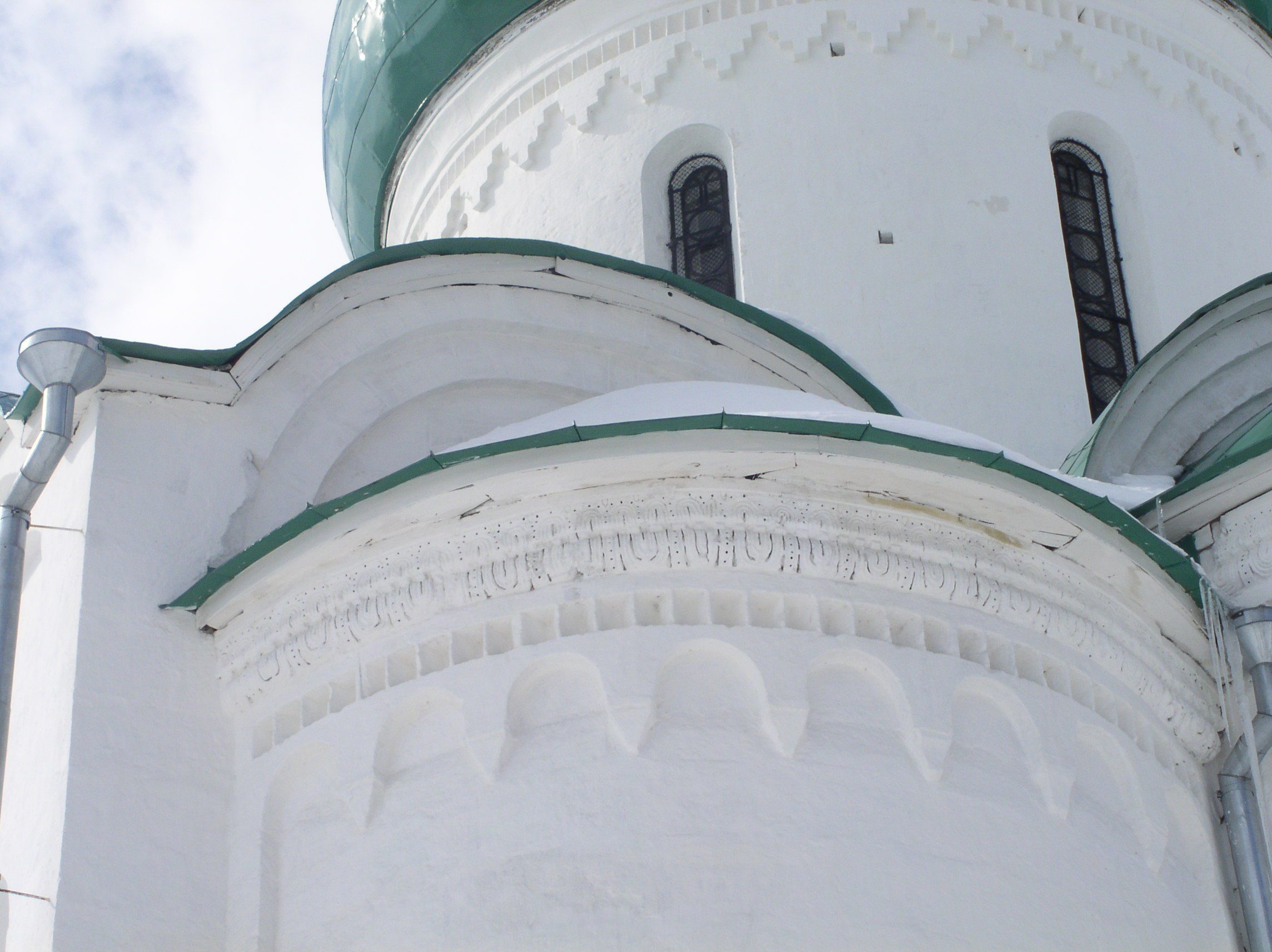
Detail der Apsiden der Kathedrale

Die Verklärungskathedrale in Pereslawl-Salesski (russisch: Спасо-Преображенский собор; Spaso-Preobrazhenski Sobor) ist eine russisch-orthodoxe Kirche in der russischen Stadt Pereslawl-Salesski. Sie gehört zu den Weißen Monumenten von Wladimir und Susdal. Die Bezeichnung als Kathedrale wird auf die Verbindung mit dem Fürstenhof zurückgeführt.

## Geschichte
Die Kirche wurde von 1152 bis 1157 unter Juri Dolgoruki errichtet und ist damit nach den Bauten von Nowgorod  und der Boris- und Gleb-Kirche von Kidekscha (Susdal) eines der ältesten Gebäude in Russland. Der Bau wurde unter seinem Sohn Andrei Bogoljubski vollendet.

## Anlage
Die Kathedrale ist eine Kreuzkuppelkirche mit einem hohen Tambour und einer großen Kuppel. Die Stufenportale ohne Säulen werden auf romanische Vorbilder zurückgeführt. Die nahezu quadratische Anlage besitzt drei Apsiden mit Zahnschnitt- und Bogenfriesen auf Konsolen.